# 顧盛號驅逐艦 (DD-55)
顧盛號驅逐艦（舷號DD-55）是一艘隸屬於美國海軍的驅逐艦，為奧拜恩級驅逐艦的五號艦。她是美軍第二艘以顧盛為名的軍艦，以紀念美國內戰時期的海軍軍官威廉·顧盛（William B. Cushing）。
顧盛號在1913年於霍河造船廠開始建造，在1915年下水服役，其時第一次世界大戰已經爆發。接著顧盛號主要留在大西洋訓練及作中立巡航。美國參戰後，顧盛號被派往法國及愛爾蘭海域，掩護協約國船隻。期間顧盛號曾與德國潛艇U-49、U-58及U-104號交戰。戰後顧盛號留在加勒比海巡航，在1920年退役。1936年顧盛號除籍，按倫敦海軍條約出售拆解。